# George, Washington
George är en ort i Grant County i delstaten Washington. Vid 2010 års folkräkning hade George 501 invånare.